# カリバム
カリバム（Kalibum）は、古代メソポタミア、キシュ第1王朝の王。

## 略歴
シュメール王名表によると、キシュ第1王朝（紀元前2900年頃以降）の7代目の王である。
カリバムの名は「Ga-lí-bu-um ... カリバムと表記されている」と書かれており猟犬（hound）を意味するアッカド語に由来していると考えられている。